# 奈良県道41号奈良大和郡山線
奈良県道41号奈良大和郡山線（ならけんどう41ごう ならやまとこおりやません）は、奈良県奈良市から大和郡山市に至る主要地方道に指定された奈良県道である。

## 概要
奈良県奈良市古市町南交差点から大和郡山市奈良口交差点に至る。
全線を通じて対面2車線区間で整備されているが、奈良市内の一部区間に1.0〜1.5車線の狭隘区間が存在する。
1982年（昭和57年）12月24日、主要地方道認定とともに大和郡山清水永井線から改称。

### 路線データ
- 起点：奈良市古市町南交差点
- 終点：大和郡山市奈良口交差点

## 地理

### 通過する自治体
- 奈良県
  - 奈良市 - 大和郡山市

### 交差する道路
| 交差する道路                  | 交差する場所 | 交差する場所 | 交差する場所 | 交差する場所 | 備考 |
| ----------------------------- | ------------ | ------------ | ------------ | ------------ | ---- |
| 国道169号                     | 奈良県       | 奈良市       | 奈良市       | 古市町南     |      |
| 奈良県道754号木津横田線       | 奈良県       | 奈良市       | 奈良市       | 神殿         |      |
| 国道24号                      | 奈良県       | 奈良市       | 奈良市       | 杏町         |      |
| 奈良県道9号奈良大和郡山斑鳩線 | 奈良県       | 大和郡山市   | 大和郡山市   | 奈良口       |      |

※ 交差する場所の括弧書きは地名、それ以外は交差点名で表示

### 沿線
- 九条公園
- 奈良市立辰市小学校